# Antoinette von Orléans-Longueville
Antoinette von Orléans-Longueville (auch: Antoinette de Gondi) (* 1572 in Trie-Château; † 24. April 1618 in Poitiers) war eine französische Markgräfin, Ordensfrau, Feuillantin, Benediktinerin und Ordensgründerin.

## Leben und Werk

### Abstammung, Ehe und Witwenstand
Antoinette von Orléans war die Tochter von Léonor d’Orléans-Longueville (1540–1573) und Marie de Bourbon-Saint-Pol (1539–1601) und somit königlichen Geblüts. Sie wuchs vaterlos auf und wurde Hofdame am Hof der Katharina von Medici. 1588 heiratete sie auf Geheiß der Königin Charles de Gondi, Marquis de Belle-Isle (* 1569), Sohn von Albert de Gondi, duc de Retz und Bruder von Henri de Gondi und Jean-François de Gondi. Das Paar lebte zuerst in Machecoul und hatte zwei Kinder, Henri de Gondi (1590–1659) und einen 1600 verstorbenen zweiten Sohn. Antoinette lebte zeitweise wieder als Hofdame in Nantes, denn in den Wirren des anhaltenden Bürgerkriegs schlug sich ihr Gatte auf die Seite von Philippe-Emmanuel de Lorraine, Herzog von Mercoeur, der in Nantes Hof hielt. Charles de Gondi wurde 1596 auf dem Mont-Saint-Michel  ermordet. Die Witwe setzte einen gedungenen Killer auf den Mörder an (der Killer wurde seinerseits 1606 gehängt). Dann erstritt sie sich für den Tod ihres Mannes im Dienste Mercoeurs eine hohe Entschädigung (als Teilsumme des Geldes, das Mercoeur für seine Kapitulation von Heinrich IV.  bekam).

### Nonne im Feuillantinnenkloster Toulouse
Die Witwe suchte einen Weg, um sich, entsprechend einer Berufung, die ihr schon während der Ehe gekommen war, aus der Welt zurückzuziehen, darin bestärkt durch Erzbischof Jean-Davy Duperron, den sie um Rat gefragt hatte. Da viele Klöster daniederlagen, war die Realisierung schwierig. Das Haupthindernis war nicht die Existenz unmündiger Kinder (die sie den Großeltern überließ), sondern die hohe gesellschaftliche Stellung der Kandidatin, die ihr als standesgemäß nur die sehr verweltlichte Abtei Fontevraud erlaubte, während Antoinette ein radikales Büßerleben vorschwebte. Da die Pariser Klarissen keine Witwen aufnahmen, empfahl der zu Rate gezogene Feuillantenmönch Sans de Sainte-Catherine (1570–1629), aus dem Umkreis der Madame Acarie, das einzige existierende Feuillantinnenkloster in Toulouse.
Deshalb brach sie im Oktober 1599 heimlich von Paris auf und kam am 21. in Toulouse an. Sie wurde nach wenigen Tagen eingekleidet und nahm den Ordensnamen Antoinette de Sainte-Scholastique (nach Scholastika von Nursia) an. Um ihre Berufung gegen die Ansprüche der Schwiegerfamilie abzusichern, schrieb sie an Papst Clemens VIII., der ihr versprach, ihren Entschluss zu verteidigen. Den inzwischen eingetretenen Tod ihres jüngeren Sohnes (Alter nicht bekannt, höchstens 8 Jahre) kommentierte sie mit dem Satz: „Der Herr sei gepriesen! Mir war schon klar, dass mein Sohn sterblich ist“ (Dieu soit béni! Je n’ignorais pas que mon fils fût mortel). Dann regelte sie ihre Erbschaft und vermachte eine große Summe dem Kloster.
Im Kloster stieg sie rasch zur Novizenmeisterin auf. Weitere Frauen aus höchstem Stande traten ein: eine Schwägerin Sullys, eine weitere Dame, die mit Einwilligung ihres Ehemannes die Ehe auflöste, und 1603 die Nichte Montaignes, die heilige Johanna von Lestonnac.

### Wider Willen in Fontevraud
Nach dem Tod Clemens VIII. (1605) war sein Nachfolger Papst Paul V. dem Drängen der Familie auf Verlegung Antoinettes nach Fontevraud zugänglicher. Antoinette musste dem Befehl des Königs folgen, wenigstens für ein Jahr zur Unterstützung der greisen Äbtissin Éléonore de Bourbon (1532–1611), ihrer und des Königs Tante, nach Fontevraud zu gehen. Dort geriet sie auch in den Bannkreis eines später berühmt gewordenen Kapuziners, des Père Joseph. Entsprechend dem Willen des Papstes (der bei Zuwiderhandlung mit Exkommunikation drohte) wurde sie Koadjutorin der Äbtissin (offiziell erst am 30. September 1607). Antoinette, die an ihrem Klosterideal festhielt, wollte in Fontevraud eine strenge Reform einführen. Da sie damit nahezu alleine dastand, entwickelte sich zunehmend ein Klima, das nur schwer auszuhalten war und ihr eine Zeit des Leidens bescherte.

### Wechsel nach Lencloître
1611 starb die Äbtissin. Antoinette beschloss, auszuziehen und ihr Ideal an anderer Stelle zu verwirklichen. Im Juli 1611 wechselte sie mit wenigen Getreuen in das Priorat Lencloître, wohin sie Père Joseph zusammen mit dem Bischof von Luçon, dem späteren Kardinal Richelieu, begleitete. In Lencloître zogen die Reformunwilligen aus. Es blieben insgesamt 12 Chorschwestern und 7 Konversen. Hier begannen für die neue Priorin drei Jahre reinen Glücks, denn ihre Gemeinschaft wurde ob der gelebten Regelstrenge ein Magnet für Elite-Berufungen. Die Zahl der Postulantinnen wuchs in kurzer Zeit auf 100 an. Hinzu kamen 30 männliche Postulanten, für die ein neues Haus gebaut wurde, eine Art Priesterseminar des Ordens, der immer schon Doppelklöster gekannt hatte. Man lebte nach der von den Feuillantinnen inspirierten strengen Vorstellung Antoinettes, wobei die Verpflichtung der adeligen Nonnen zu körperlicher Arbeit einer sozialen Revolution gleichkam.

### Gründung in Poitiers und Tod
Da der Reformerfolg des Priorats, das von dem reformunwilligen Mutterhaus abhing, die Einheit des Ordens zu sprengen drohte, stellte die neue Äbtissin von Fontevraud, Louise de Bourbon-Lavedan (1548–1637), die finanzielle Unterstützung für Lencloître ein, worauf Lencloître beschloss, sich von Fontevraud zu trennen. Der Papst billigte die Gründung eines neuen Klosters in Poitiers. Antoinette verließ Lencloître mit 24 ausgesuchten Professen und zog im Oktober 1617 in Poitiers in unfertige Gebäude ein. Was nun eintrat, war eine Tragödie. In Poitiers wütete eine verbreitete Bleivergiftung, historisch bekannt als colica Pictonum (colique de Poitou, die Kolik von Poitiers). Daran starben von Dezember 1617 bis Februar 1618 fünf Nonnen und am 25. April im Alter von 46 Jahren Antoinette.

### Postume Gründung der Kongregation
Der Kampf um das geistliche Erbe zwischen der Äbtissin von Fontevraud, den Feuillanten, König Ludwig XIII., der Königinmutter und Père Joseph endete am 2. Oktober 1619 durch Vereinigung von Lencloître, Poitiers und der inzwischen erfolgten Gründung Angers zu einer Kongregation, bestätigt durch eine Bulle des Papstes vom 22. März 1621. Offensichtlich vom Père Joseph bekam die Kongregation (zuerst inoffiziell, vom Papst nicht erwähnt) den Namen Kalvarienberg (calvaire), der von Poitiers ausgehend auf die Kongregation übertragen wurde (heute: Benediktinerinnen Unserer Lieben Frau vom Kalvarienberg). Der Name ging nicht auf Antoinette zurück, die nie etwas anderes als ein Feuillantinnenkloster im Sinn hatte, sondern wurde unter dem Eindruck des Martyriums der sechs verstorbenen Nonnen von Poitiers geprägt. Wenn es nicht zu einer Eingliederung in den Feuillantenorden kam, der beim König in hohem Ansehen stand, dann wohl auch deshalb, weil die Feuillanten an der Entwicklung eines weiblichen Ordenszweiges wenig Interesse hatten. Mehr als zwei weibliche Feuillantenklöster (Toulouse und Paris) hat es nie gegeben.

### Entwicklung der Kongregation und Rezeption
Die Kongregation nahm einen erheblichen Aufschwung und ist heute noch in  Bouzy-la-Forêt und Prailles vertreten. Der Kongregationsname Filles du Calvaire ist durch die Pariser Metro-Station Filles du Calvaire bis heute geläufig (1991 auch Romantitel eines Prix Goncourt von Pierre Combescot). Die Historikerin Micheline Cuénin hat der Gründerin eine Biographie gewidmet. Wissam Ayach hat der frühen Kongregationsgeschichte eine Thèse gewidmet, die 2014 an der Sorbonne verteidigt wurde, aber bislang unveröffentlicht ist: De la réforme de l'Ordre de Fontevraud à la fondation d'une nouvelle congrégation. Les Bénédictines de Notre-Dame du Calvaire (1605–1674).

### Einordnung in eine zeitgebundene Bewegung
Die sich über Jahrzehnte hinstreckende furchtbare Zeit der Hugenottenkriege (1562–1598) setzte bei manchen Männern (von Jean de la Barrière bis zu Rancé), vor allem aber bei Frauen eine Energie der christlichen Buße frei, in die als eine der ersten Antoinette von Orléans einzuordnen ist. Es folgten die schon genannte Jeanne de Lestonnac, aber auch Louise de Ballon, Françoise de Nérestang, Jeanne de Pourlan und vor allem die großen Frauen von Port-Royal, allesamt Eliteseelen aus höchsten Kreisen.